# ショートトラックスピードスケート

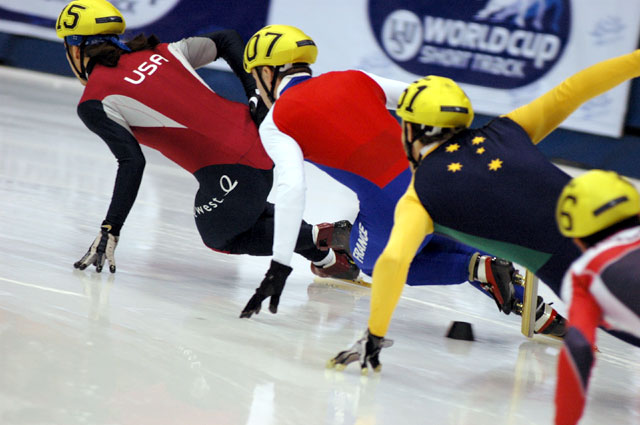
ワールドカップ500mのレース（2004年）。

ショートトラックスピードスケート（英語: short-track speed skating）は、アイススケート競技のうち、アイスホッケーやフィギュアスケートと同じサイズの室内スケートリンクで行われる競技である。
1周111.12 mのトラックを1回の競走で数名（通常4〜6人）の選手が同時に左回りに滑り、順位を競う。通常、各組の上位2人が予選〜決勝へと続くラウンドを勝ち進んでゆく。タイムトライアルではなく着順で優劣を決める。最初のスタート位置が外側へなればなるほど不利な競技である。特にスタートの比重が大きい500mではアウトコース選手はインコースの選手に対して不利である。

## 歴史
ショートトラックは、競技者が一斉にスタートを切るマス・スタート（集団スタート）方式で行なわれる。1900年代初頭、国際的な方式が2人一組でスタートしていたのに対し、主にアメリカやカナダにおいてはマス・スタート方式が行われていた。1932年の冬季オリンピックでは、スピードスケートの競技がマス・スタート方式で行われた。北アメリカにおいては、スケートは、例えばニューヨークのマディソン・スクエア・ガーデンのように室内で行われることが多い。それゆえ、スピード競技も屋外で行なわれる通常の競技より短いトラックが用いられたのである。こうして、ショートトラックは北アメリカを中心に発展した。一方で、ショートトラックは古くから室内スケートリンクがあったイギリスを発祥とし、カナダを経由してアメリカに伝わったという説もある。
1967年に国際スケート連盟（ISU）は、ショートトラックを採用した。世界選手権は1978年から1980年までISU選手権として実施されたあと、1981年から正式に実施されている。オリンピックでは、1988年カルガリーオリンピックで、初めて行われた。このときは公開競技であったが、1992年のアルベールビルオリンピックからは正式競技になった。長らくはオーストラリア、イギリス、カナダなどのイギリス連邦諸国が強かったが、最近では、中国や韓国といったアジアの国々でも盛んになっている。
日本では、世界選手権が始まった1980年代初めから終わりにかけて戸田博司、加藤美善、木下真理子、獅子井英子、河合季信、石原辰義などの世界チャンピオンを輩出している。また、オリンピックでは正式競技となったアルベールビルオリンピックの男子5000mリレーで銅メダル、日本で開催された長野オリンピックでは男子500mで西谷岳文が金メダル、植松仁が銅メダルを獲得した。

特に日本国内ではショートトラックの練習に適した小型のスケートリンクが関西に多いことから、比較的に関西出身、または関西を練習拠点としている選手が強い傾向にある。
2006年トリノオリンピックでは2002年ソルトレークシティオリンピック同様、男女500m、男女1000m、男女1500m、男子5000mリレー、女子3000mリレーの8種目が実施された。
なお、2002年ソルトレークシティオリンピックの頃からしばしば、オリンピック正式種目から除外すべきか否かという議論が起こる種目でもある。
競技の特性上、慣性の法則からいえば体格の大きい選手が重心の高さなどから、何度もコーナー部分を走行する際にやや不利となり、小柄なアジア系の選手と、比較的大柄な欧米系の選手の体格差が競技の内容にも微妙に作用してくるとされるのが理由の一つであるといわれる。ただし、体格差による有利不利は他のスポーツにもよくあることであり、実際の近年の論議は失格判定にまつわる審判基準の不明朗さと運用、またそれに対するクレームの多さに起因する議論が多い。

## 競技
30m×60mのスケートリンクに設けられた1周111.12 mの楕円形のトラックを、500mでは4周半、1000mは9周、1500mは13周半、3000mは27周、5000mは45周滑走する。トラックとはいうものの、スタートライン／フィニッシュライン以外に線は引かれず、コーナーの仕切りにそれぞれ7個ずつのブロックを置くのみである。競技の特性上、コーナー部分の氷が荒れやすいため、リンク内には5つのトラックが1m間隔で設定可能なようにして、これを適宜移動して使用する。
競技方法は500m・1000m・1500m・3000mの4距離の合計ポイントで争う選手権大会と、各距離ごとで優勝者を決めるワールドカップ競技会、チームの得点を競うチーム選手権大会がある。
滑走中、トラックの内側に手を付いてもかまわない（スケートのブレード（「刃」）部分がトラックの外側にあればよい）し、走路妨害にならなければ内側から追い越してもよい。選手のブレードの一部でもフィニッシュラインを横切れば到達と認められるため（仮にフィニッシュライン手前で転倒したままラインに到達した場合でも、失格とはならずタイムは計測される）、ゴール直前で脚を前に伸ばす動作もしばしば見られる。
ショートトラック競技の場合、狭く短い距離のトラックの中を数人でまとまって滑走するため、走力やコーナリングの技術力もさることながら、競技の展開を“読む”能力や「運」も必要となってくる。たとえば2002年ソルトレークシティオリンピックの男子1000mでは、スティーブン・ブラッドバリーは準決勝・決勝では走力で劣っていたために終始後方を走っていたが、他の選手が終盤の周回で多重衝突を起こして一斉に転倒したため、結果として『漁夫の利』的に金メダルを獲得している。
リレー競技は、1チーム4人（と補欠選手1人）で編成される。各々の選手の滑走順は事前に決めるが、滑走距離については定められていないため中継はいつでも・何度でも行える（通常は1周半で中継する）。ただし、最後の2周は1人で滑走しなければならない。中継の方法としてはバトンは使用せず、タッチで行う（通常は次の選手の腰を両手で押す）。このため、トラックの内側では次に滑走する選手が常に周回している。中継時の展開の“あや”で順位の入れ替わりや差がつくことも多く、競走におけるひとつの見どころでもある。
用具に関しては、たとえばスピードスケートで認められているスラップスケートと呼ばれる形式のブレードは、靴への装着が禁じられている。また、直線部よりもコーナー部での走行を重視して、スピードスケート競技用に比べて短いブレード・あるいは極端に左側（インコース側）にずらして靴底にブレードをセットするなど、他のスケート競技と比べた場合に違いが見られる。
接触転倒事故が起こった際、失格にするか否かの判定は目視で行われていたが、2002年のソルトレークシティオリンピック男子1500m決勝で韓国のキム・ドンソンが失格し、アメリカのアポロ・アントン・オーノが繰り上げ金メダルになった出来事や、日本の寺尾悟が男子1000mで誤審による失格になった出来事がきっかけでトリノオリンピック以降は同様の出来事が起こった場合はビデオ判定が取り入れられるようになった。
反則、妨害行為を受け、決勝戦以外の規定通過順位に入れなくても、タイム順位を問わず次回戦に進出できる救済措置が設けられている(アドバンスと呼ばれている)。

## 世界記録

### 男子
| 種目 | 選手               | Nation     | City               | Date             | 記録      | Ref   |
| --- | ------------------ | ---------- | ------------------ | ---------------- | --------- | ----- |
| 500メートル | 武大靖             | 中国       | 平昌郡             | 22 February 2018 | 39.584    | [ 3 ] |
| 1000メートル | Hwang Dae-heon     | 韓国       | ソルトレイクシティ | 12 November 2016 | 1:20.875  | [ 4 ] |
| 1500メートル | シンキー・クネフト | オランダ   | ソルトレイクシティ | 13 November 2016 | 2:07.943  | [ 5 ] |
| 3000メートル | Noh Jin-kyu        | 韓国       | ワルシャワ         | 19 March 2011    | 4:31.891  | [ 6 ] |
| 3000mリレー | 大韓民国*          | 韓国       | インスブルック     | 30 January 2017  | 3:57.047  | [ 7 ] |
| 5000mリレー | ハンガリー         | ハンガリー | カルガリー         | 4 November 2018  | 6:28.0625 | [ 8 ] |
| * The South Korean men's 3000m relay team were: Kim Si-un, Moon Won-jun, Park Noh-won and Jung Hok-young          |                    |            |                    |                  |           |       |
| ** The United States men's 5000m relay team were: Csaba Burján, Cole Krueger, Shaoang Liu and Shaolin Sándor Liu. |                    |            |                    |                  |           |       |

### 女子
| 種目 | 選手                         | Nation   | City               | Date             | 記録     | Ref    |
| --- | ---------------------------- | -------- | ------------------ | ---------------- | -------- | ------ |
| 500メートル | シャンドラ・フェルシェブール | オランダ | ソルトレイクシティ | 4 November 2022  | 41.416   | [ 10 ] |
| 1000メートル | スザンネ・シュルティング     | オランダ | ソルトレイクシティ | 4 November 2022  | 1:25.958 | [ 11 ] |
| 1500メートル | Choi Min-jeong               | 韓国     | ソルトレイクシティ | 12 November 2016 | 2:14.354 | [ 12 ] |
| 3000メートル | Jung Eun-Ju                  | 韓国     | ハルビン市, China  | 15 March 2008    | 4:46.983 | [ 13 ] |
| 3000mリレー | オランダ*                    | オランダ | 北京, China        | 23 October 2021  | 4:02.809 | [ 14 ] |
| * 女子3000mリレーのオランダ選手は、セルマ・パウツマ,スザンネ・シュルティング,ヤラ・ファンケルコフ,シャンドラ・フェルシェブール。 |                              |          |                    |                  |          |        |

## 主なショートトラック選手

### 日本の主なショートトラック選手
- 石原辰義
- 植松仁
- 河合季信
- 寺尾悟
- 戸田博司
- 西谷岳文
- 篠原祐剛
- 坂爪亮介
- 吉永一貴
- 渡邊啓太
- 加藤美善
- 神野由佳
- 木下真理子
- 獅子井英子
- 田中千景
- 山田伸子
- 山田由美子
- 勅使川原郁恵
- 酒井裕唯
- 菊池悠希
- 菊池萌水
- 菊池純礼

### 海外の主なショートトラック選手
- アポロ・アントン・オーノ （アメリカ）
- スティーブン・ブラッドバリー（オーストラリア） - 南半球初の冬季オリンピック金メダリスト。
- マーク・ガニョン（カナダ）
- ヴィクトル・アン（韓国→ロシア）
- 金東聖（韓国）
- 金琪焄（韓国）
- 李準鎬（韓国）
- 李佳軍（中国）
- シルヴィ・ディーグル（カナダ）
- キム・ブタン (カナダ)[15][16][17][18][19][20][21][22][23]
- 全利卿（韓国）
- 陳善有（韓国）
- 楊揚（ヤンヤンA、中国）
- 楊陽（ヤンヤンS、中国）
- ヨリン・テル・モルス（オランダ） - スピードスケートとの二刀流選手